# 25509 Rodwong
25509 Rodwong è un asteroide della fascia principale. Scoperto nel 1999, presenta un'orbita caratterizzata da un semiasse maggiore pari a 2,4213003 UA e da un'eccentricità di 0,1163595, inclinata di 2,09807° rispetto all'eclittica.